# Panau
Panau is een geslacht van vlinders uit de familie van de Houtboorders (Cossidae). De wetenschappelijke naam en de beschrijving van dit geslacht werden voor het eerst in 1990 gepubliceerd door Johan Willem Schoorl.
De soorten van dit geslacht komen voor in Zuidoost-Azië.

## Soorten
- Panau adusta (Roepke, 1957)
- Panau borealis Yakovlev, 2004
- Panau bretschneideri Yakovlev, 2013
- Panau brunnescens (Roepke, 1957)
- Panau eichhorni (Roepke, 1957)
- Panau goliathi Yakovlev, 2011
- Panau princeps (Roepke, 1957)
- Panau quarlesi (Roepke, 1957)
- Panau speideli Yakovlev, 2011
- Panau stenoptera (Roepke, 1957)
- Panau variegata (Roepke, 1957)